# Xã Gordon, Quận Todd, Minnesota
Xã Gordon (tiếng Anh: Gordon Township) là một xã thuộc quận Todd, tiểu bang Minnesota, Hoa Kỳ. Năm 2010, dân số của xã này là 659 người.